# Đại học Texas tại Austin
Đại học Texas tại Austin (The University of Texas at Austin, thường được gọi là UT Austin, UT hoặc Texas) là một viện đại học nghiên cứu công lập ở Austin, Texas, Hoa Kỳ và cũng là viện đại học đầu tàu của Hệ thống Đại học Texas. Được thành lập năm 1883, khuôn viên của trường nằm cách Tòa Quốc hội Tiểu bang Texas trong thành phố thủ phủ Austin khoảng 0,25 dặm (400 m). Viện đại học này đứng thứ năm về tổng số sinh viên đăng ký nhập học tại một trường đại học chỉ có một địa điểm trên toàn quốc Hoa Kỳ tính theo thời điểm mùa thu năm 2010 (từng đứng hạng nhất toàn Hoa Kỳ từ năm 1997 đến 2003), với trên 50.000 sinh viên theo học bậc cử nhân và hậu đại học, 16.500 giáo sư và nhân sự. Hiện thời nó đứng đầu về tổng số sinh viên đăng ký theo học tại bất cứ trường đại học hay cao đẳng nào của tiểu bang Texas.
Đại học Texas tại Austin được nêu danh là một trong số tám viện đại học ban đầu của nhóm Public Ivy (Public có nghĩa là công lập, thuật ngữ Public Ivy ám chỉ đây là các trường công lập danh tiếng nhất Hoa Kỳ vì các viện đại học tư thục danh tiếng nhất Hoa Kỳ được gọi là Ivy League) và được giới thiệu vào Hiệp hội Đại học Mỹ từ năm 1929. Viện đại học này là một trung tâm nghiên cứu hàm lâm lớn với tổng chi tiêu nghiên cứu vượt $640 triệu đô la Mỹ trong năm học 2009–2010. Viện đại học có 7 bảo tàng và 17 thư viện trong đó có Thư viện và Bảo tàng Lyndon Baines Johnson và Bảo tàng Mỹ thuật Blanton, và điều hành vô số các cơ sở nghiên cứu phụ trợ, thí dụ như Cơ sở Nghiên cứu J. J. Pickle và Đài Quan sát Thiên văn McDonald. Trong số ban giám hiệu của đại học có những người nhận giải Nobel, giải Pulitzer, giải Wolf, và Huân chương Khoa học Quốc gia cũng như nhiều giải thưởng khác.
Các vận động viên sinh viên của Đại học Texas tại Austin tham gia tranh tài với danh xưng là Texas Longhorns và là thành viên của Big 12 Conference. Đại học này đã 4 lần đoạt chức vô địch bóng bầu dục quốc gia NCAA Division I, và giành được nhiều chức vô địch về thể thao nam và nữ so với bất cứ trường nào khác trong nhòm Big 12 kể từ khi hiệp hội thể thao này được thành lập vào năm 1996. Các vận động viên hiện tại và cựu vận động viên của viện đại học này đã giành được 117 huân chương thế vận hội, trong đó có 14 huân chương tại Bắc Kinh năm 2008. Viện đại học được tạp chí Sports Illustrated công nhận là "America's Best Sports College" (đại học thể thao hay nhất của Mỹ) năm 2002.